# Cymothoa parupenei
Cymothoa parupenei är en kräftdjursart som beskrevs av V.I. Avdeev 1979. Cymothoa parupenei ingår i släktet Cymothoa och familjen Cymothoidae. Inga underarter finns listade i Catalogue of Life.